# East Wemyss
East Wemyss är en ort i Storbritannien.   Den ligger i kommunen Fife och riksdelen Skottland, i den centrala delen av landet, 500 km norr om huvudstaden London. East Wemyss ligger 16 meter över havet och antalet invånare är 1 856.
Terrängen runt East Wemyss är huvudsakligen platt, men norrut är den kuperad. Havet är nära East Wemyss åt sydost.  Närmaste större samhälle är Buckhaven, 2,3 km nordost om East Wemyss. Trakten runt East Wemyss består i huvudsak av gräsmarker.